# Brock Lesnar

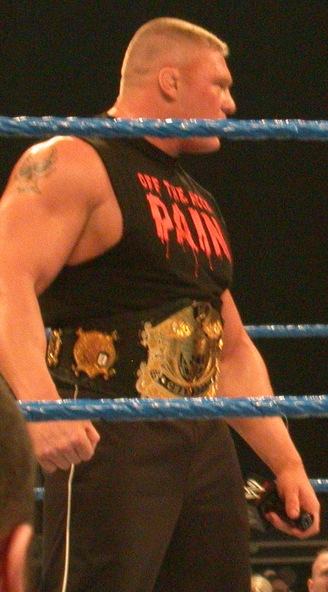
Lesnar jako mistrz WWE (2004)

Brock Edward Lesnar (ur. 12 lipca 1977 w Webster) – amerykański zapaśnik, wrestler i zawodnik mieszanych sztuk walki (MMA). Był sześciokrotnym mistrzem World Wrestling Entertainment. Największymi osiągnięciami było mistrzostwo National Collegiate Athletic Association w zapasach (2000) oraz mistrzostwo Ultimate Fighting Championship w wadze ciężkiej (2008–2010).
Po 8-letniej przerwie powrócił do WWE RAW 2 kwietnia 2012 roku, podpisał roczny kontrakt z federacją. Na WrestleMania XXX zmierzył się z powracającym Undertakerem, którego sensacyjnie pokonał i stał się pierwszym wrestlerem w historii, który pokonał go na gali WrestleMania. 17 sierpnia 2014 roku na Sumerslam pokonał w walce wieczoru Johna Cenę, zdobywając WWE World Heavyweight Championship. Pas ten utracił na Wrestlemanii 31, podczas walki z Romanem Reignsem, kiedy to Seth Rollins wykorzystał walizkę MITB i zdobył ten tytuł. W 2015 r. podpisał kolejny, 3-letni kontrakt z WWE, tym samym, kończąc karierę w MMA. Na gali Battleground 2015 przez dyskwalifikację wygrał z Sethem Rollinsem walkę o pas WWE WHC, której dokonał powracający Undertaker, atakując Lesnara. Doprowadziło to do walki na gali Summerslam 2015 z której zwycięsko wyszedł The Undertaker. Ostateczny pojedynek tej dwójki odbył się na gali Hell in a Cell 2015, w Hell in a Cell Matchu. Z walki zwycięsko wyszedł The Beast, czyli Lesnar.
Brock powrócił na RAW przed galą Royal Rumble. Zniszczył tam League of Nations, a także wykonał F-5 na Romanie Reignsie. Następnie zaatakowała go Rodzina Wyattów. Wystąpił w Royal Rumble Matchu z nr 23, eliminując The Wyatt Family, bez Braya Wyatta oraz Jacka Swaggera. Został usunięty z ringu przez Luke'a Harpera, Ericka Rowana i Brauna Strowmana. Na Fastlane 2016 wziął udział w Triple Threat Matchu, którego stawką była walka z ówczesnym mistrzem WWE Wagi Ciężkiej. Zwycięsko z tego pojedynku wyszedł Roman Reigns. Na pierwszym Raw po Fastlane rozpoczął feud z Deanem Ambrose, który doprowadził do walki tych panów na WrestleManii XXXII. Walkę wygrał Brock, po czym zrobił sobie przerwę od WWE. Na SummerSlam 2016 zawalczył z Randym Ortonem i wychodząc zwycięsko ze starcia. Ostatni pojedynek stoczył na WrestleManii 36 walcząc z Drew McIntyre'em, przegrywając walkę i tracąc tym samym WWE Championship. Lesnar powrócił 20 sierpnia na gali SummerSlam, tym samym konfrontując mistrza Universal Romana Reignsa.

## MMA
Pierwszą walkę w mieszanych sztukach walki stoczył 2 czerwca 2007 roku z koreańskim judoką Kim Min-Soo, którego pokonał przez poddanie wskutek ciosów pięściami w parterze. Następnie związał się z UFC. Po dwóch pojedynkach (wygranej z Heathem Herringiem i porażce z Frankiem Mirem) dostał możliwość walki o mistrzostwo wagi ciężkiej z najbardziej utytułowanym zawodnikiem UFC, Randym Couture'em. Pokonał go 15 listopada 2008 roku w drugiej rundzie przez TKO. W 2009 roku w pierwszej obronie tytułu Lesnar wygrał przez TKO w rewanżu z Frankiem Mirem.
Po rocznej przerwie spowodowanej chorobą Lesnar wrócił i stoczył drugą obronę przeciwko Shane'owi Carwinowi. Wygrał pojedynek w drugiej rundzie trójkątnym duszeniem. Tego samego roku stoczył trzecią obronę. Na skutek ciosów pięściami Lesnar przegrał walkę z Cainem Velasquezem i tym samym stracił tytuł. Po kolejnej rocznej przerwie Lesnar powrócił do rywalizacji w 2011 roku, podczas sylwestrowej gali UFC 141. Jego przeciwnikiem był Alistair Overeem, a stawką walki była pozycja pretendenta do mistrzostwa UFC. Holender zwyciężył przez TKO w 1. rundzie. Wskutek porażki Lesnar ogłosił zakończenie kariery w MMA.
Brock Lesnar powrócił do MMA podczas jubileuszowej gali UFC 200, gdzie pokonał Marka Hunta jednogłośnie na punkty jednak tydzień po gali, USADA poinformowała o potencjalnym naruszeniu polityki antydopingowej przez Lesnara. Po czasie potwierdzono, że Lesnar był podczas pojedynku z Huntem na dopingu.

## Osiągnięcia

### Zapasy
- Big Ten Conference
  - Big Ten Conference – mistrzostwo (1999, 2000)
  - Big Ten Conference sklasyfikowało go na 1. miejscu w wadze ciężkiej (2000)
- National Collegiate Athletic Association
  - NCAA Division I – 2. miejsce (1999)
  - NCAA Division I – mistrzostwo (2000)
- North Dakota State University – Bison tournament
  - Heavyweight Championship (1997–1999)
- National Junior College Athletic Association
  - NJCAA All-American (1997, 1998)
  - Junior College National Championship (1998)

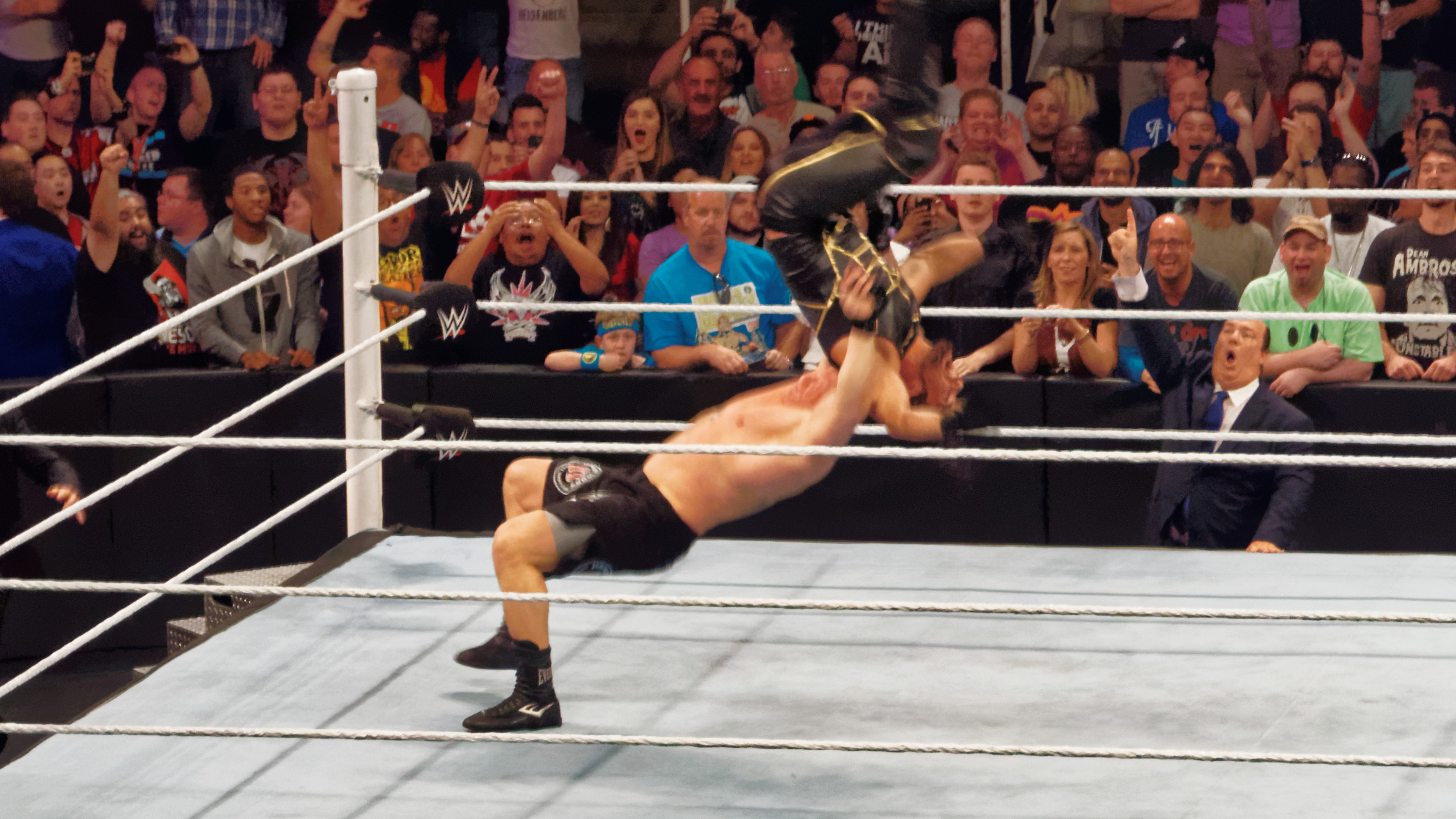
Brock Lesnar wykonujący akcję German Suplex na Sethie Rollinsie

### Mieszane sztuki walki
- Ultimate Fighting Championship
  - mistrzostwo w wadze ciężkiej (2008–2010)
  - Poddanie Wieczoru (1 raz)
- Nagrody Wrestling Observer Newsletter
  - Największy draw (2008, 2009, 2010)
  - Najbardziej wartościowy zawodnik MMA (2008, 2009, 2010)

### Wrestling
- World Wrestling Entertainment
  - WWE Championship (5 razy)
  - WWE Universal Championship (3 razy)
  - King Of The Ring (2002)
  - Royal Rumble (2 razy)
  - WWE Slammy Awards (5 razy)
  - Elimination Chamber (1 raz)

## Lista walk w MMA
| Wynik      | Bilans  | Przeciwnik       | Rozstrzygnięcie                            | Runda | Czas | Rozgrywki      | Data       | Miejsce     | Uwagi |
| ---------- | ------- | ---------------- | ------------------------------------------ | ----- | ---- | -------------- | ---------- | ----------- | --- |
| No contest | 5-3 (1) | Mark Hunt        | No contest (zmiana werdyktu)               | 3     | 5:00 | UFC 200        | 09.07.2016 | Las Vegas   | Początkowo zwycięstwo Lesnara przez decyzję. Po wykryciu dopingu u niego, walkę uznano za nierozstrzygniętą |
| Przegrana  | 5-3     | Alistair Overeem | TKO (kopniecie w korpus i ciosy pięściami) | 1     | 2:26 | UFC 141        | 30.12.2011 | Las Vegas   | |
| Przegrana  | 5-2     | Cain Velasquez   | TKO (ciosy pięściami)                      | 1     | 4:12 | UFC 121        | 23.10.2010 | Anaheim     | Stracił mistrzostwo UFC w wadze ciężkiej                                                                    |
| Wygrana    | 5-1     | Shane Carwin     | Poddanie (duszenie trójkątne rękami)       | 2     | 2:19 | UFC 116        | 04.07.2010 | Las Vegas   | Obronił mistrzostwo UFC w wadze ciężkiej, poddanie wieczoru                                                 |
| Wygrana    | 4-1     | Frank Mir        | TKO (ciosy pięściami)                      | 2     | 1:48 | UFC 100        | 11.07.2009 | Las Vegas   | Obronił mistrzostwo UFC w wadze ciężkiej                                                                    |
| Wygrana    | 3-1     | Randy Couture    | TKO (ciosy pięściami)                      | 2     | 3:07 | UFC 91         | 15.11.2008 | Las Vegas   | Zdobył mistrzostwo UFC w wadze ciężkiej                                                                     |
| Wygrana    | 2-1     | Heath Herring    | Decyzja (jednogłośna)                      | 3     | 5:00 | UFC 87         | 09.08.2008 | Minneapolis | |
| Przegrana  | 1-1     | Frank Mir        | Poddanie (dźwignia prosta na kolano)       | 1     | 1:30 | UFC 81         | 02.02.2008 | Las Vegas   | |
| Wygrana    | 1-0     | Kim Min-soo      | TKO (poddanie po uderzeniach)              | 1     | 1:09 | Dynamite!! USA | 02.06.2007 | Los Angeles | Debiut w MMA                                                                                                |